# Willst Du ewig Jungfrau bleiben?
Willst Du ewig Jungfrau bleiben? ist ein 1968 in München entstandener deutscher Erotik- und Liebesfilm von Hubert Frank mit der 18-jährigen Schwedin Marie Liljedahl in der Hauptrolle.

## Handlung
Zwei junge Münchner Schürzenjäger haben nichts anderes im Kopf, als tagein, tagaus den hübschen, jungen und vor allem leicht und luftig bekleideten Mädchen nachzujagen. Eines Tages haben sie mit ihrem Fernrohr Eva und ihre Freundin Yvonne, die auf dem Dach ihres Wohnhauses nackt sonnenbaden, als lohnende Opfer ausgemacht. Bald stellen die beiden Männer den Mädels nach, bedrängen sie sogar regelrecht. Einer von den beiden Männern, Typ Möchtegern-Playboy mit Sportflitzer, versucht Eva auf die Schnelle „rumzukriegen“. Während Yvonne sich vom anderen schnell verführen lässt, erwartet Eva mehr vom Leben und möchte nicht nur ein Mädchen für eine Nacht sein. Daher wehrt sie ihren Galan standhaft ab.
Eva schwört nach dieser Erfahrung feierlich: „mein ganzes Leben lang eine Jungfrau zu sein und zu bleiben!“ Ihre Eltern leben bereits ein lockeres Lotterleben vor, was Eva im Übrigen sehr verstört. Sowohl ihr Vater als auch ihre Mutter haben jeweils einen jüngeren Lover. Ihr Vater findet sogar nichts dabei, Eva und Yvonne einmal auf einen Segeltörn mitzunehmen, an dem auch seine jugendliche Geliebte teilnimmt. Evas Schwur, fortan enthaltsam zu bleiben, erweist sich bald als schwierig, denn Versuchungen lauern überall. Auch Yvonne hält Evas sexualfeindliche Attitüde für Unfug und findet, dass man nicht für die Enthaltsamkeit geboren sei. Erst wenn Eva ein Typ zeigen sollte, dass er es ernst mit ihr meine, wolle sie sich die Sache noch einmal überlegen. Schließlich ist es der junge Werner, der die junge Schöne endlich zu knacken weiß.

## Produktionsnotizen
Willst Du ewig Jungfrau bleiben? passierte am 3. Januar 1969 die FSK und wurde am 24. Januar 1969 in Garmisch-Partenkirchen uraufgeführt.
Marie Liljedahl, die unmittelbar zuvor mit dem Sexfilm Inga – Ich habe Lust über Nacht international bekannt wurde, absolviert beträchtliche Strecken des Films barbusig.

## Kritik
„Eine plumpe Sex-Komödie, die ihre Lektionen in puncto Aufklärung, Pille und Beischlaf so geist- und witzlos verteilt, daß jeder Unterhaltungseffekt voll verpufft.“